# Ucu Agustin
Ucu Agustin (ur. 19 sierpnia 1976 w Sukabumi) – indonezyjska dziennikarka, pisarka i dokumentalistka.

## Życiorys
Ukończyła studia na uczelni Institut Agama Islam Negeri Jakarta. W 2005 roku jej film dokumentalny Death In Jakarta wygrał JiFFest Script Development Competition. W 2009 r. jej film dokumentalny Ragat’e Anak został pokazany na Międzynarodowym Festiwalu Filmowym w Berlinie.

## Filmografia
- Pramoedya: Last Chapter (2006)
- Death in Jakarta (2006)
- Nine Lives of A Women (2007)
- Women Behind the Cut (2008)
- An Unfinished One (2008)
- Ragat’e Anak (For The Sake of Children; 2008)
- Waktu itu, Januari 2008: Sebuah Catatan Kaki (That Time, January 2008: A Footnote; 2009)
- Konspirasi Hening (Conspiracy of Silence; 2010)